# The Rental
Pour plus de détails, voir Fiche technique et Distribution.
The Rental est un thriller horrifique américain réalisé par Dave Franco, sorti en 2020. Il s'agit de son premier long métrage en tant que réalisateur.

## Synopsis
Deux couples louent une maison isolée pour un week-end festif. Mais rien ne va se passer comme prévu et la fête va rapidement tourner au cauchemar.

## Fiche technique
- Titre original : The Rental
- Réalisation : Dave Franco
- Scénario : Dave Franco et Joe Swanberg
- Décors : Meredith Lippincott
- Direction artistique : Tommy Love
- Costumes : Kameron Lennox
- Photographie : Christian Sprenger
- Montage : Kyle Reiter
- Musique : Danny Bensi et Saunder Jurriaans
- Producteurs : Dave Franco, Elizabeth Haggard, Vince Jolivette, Teddy Schwarzman, Ben Stillman, Christopher Storer et Joe Swanberg
  - Producteurs délégués : Sean Durkin et Michael Heimler
- Sociétés de production : STX International et Black Bear Pictures
- Société de distribution : IFC Films (États-Unis), Metropolitan FilmExport (France)
- Pays d'origine :  États-Unis
- Langue originale : anglais
- Format : couleur - 2.35:1
- Genre : thriller, horreur
- Dates de sortie : 
  - États-Unis : 24 juillet 2020
  - France : 19 août 2020
- Interdit aux moins de 12 ans lors de sa sortie en France

## Distribution
- Dan Stevens (VF : Marc Arnaud) : Charlie
- Alison Brie : Michelle
- Sheila Vand (VQ : Aurélie Morgane) : Mina
- Jeremy Allen White (VF : Gauthier Battoue ; VQ : Xavier Dolan) : Josh
- Toby Huss : Taylor
- Anthony Molinari : le tueur en série

 Source et légende : version québécoise (VQ) sur Doublage.qc.ca

## Accueil

### Critique
En France, le site Allociné propose une moyenne de 2,7⁄5 à partir de l'interprétation de 3 critiques de presse.
Pour Simon Riaux du site ÉcranLarge, « Tout d'abord élégant et intrigant, "The Rental" tourne malheureusement à vide et n'a rien à proposer pour pimenter les soirées des amateurs de home invasion retors. ».
Pour le site Filmsactu, The Rental est « Un premier film qui n'est pas sans défaut mais qui a le mérite de proposer une alternative aux slashers ordinaires aussi esthétisante que racée. ».

### Box-office
- France : 74 404 entrées[6]
  - Paris : 19 736 entrées[6]
- États-Unis : 1 637 548 $[7]
- Total recettes mondiales : 4 311 042 $[7]